# Delfín (título)
El delfín de Francia (francés: dauphin de France, IPA: [dofɛ̃]) —estrictamente, delfín de Viennois (dauphin de Viennois)— fue un título nobiliario francés empleado ininterrumpidamente desde 1350 hasta 1830, y reservado a los príncipes herederos al trono de Francia que fuesen hijos legítimos del monarca reinante. El último en llevar el título fue Luis Antonio de Borbón, duque de Angulema, de 1824 a 1830. Por extensión de este término, en la actualidad la palabra delfín (deriva  del latín delphinus, y este del griego δελφίνος delphinos)  se usa corrientemente para referirse al sucesor designado oficial u oficiosamente para un cargo.

## Historia
Inicialmente fue el sobrenombre y posteriormente el título nobiliario de los señores del Dauphiné (Delfinado), condes de Viennois, y se autoproclamaban delfines de Viennois y condes de Albon. Imitando a los delfines de Viennois, una rama de los condes de Auvernia, adoptó el título de delfín de Auvernia. El título permanecería hasta la Revolución francesa, algunos de sus descendientes lo llevarían por apellido.
Los herederos del trono de Francia ostentaban el título de delfín desde que en 1349 el conde Humberto II (cuyo título era delfín Humberto II) vendió su señorío del Delfinado a Felipe VI de Francia con la condición de que el trono francés adoptara el título adjunto a la tierra y gobernara el Delfinado como una provincia separada. Y que el heredero al trono tuviese el título de delfín.
Para tener el título de delfín no bastaba con ser el heredero al trono, era necesario ser descendiente directo del rey reinante. Así, Francisco I de Francia, primo de su predecesor Luis XII, jamás fue delfín. Hasta el reinado de Luis XIV se hablaba del delfín de Viennois (o Vienne). Posteriormente el título nobiliario pasó a denominarse delfín de Francia. El primer príncipe francés conocido como delfín fue Juan II de Francia, que sucede en el trono a Felipe VI de Francia. El último fue el duque de Angulema, hijo de Carlos X, que pierde el título en 1830 al abdicar su padre (recibiendo los derechos a la corona) y abdicar él mismo en su sobrino, Enrique de Burdeos.

## Delfina de Francia
Por extensión, se define a la delfina de Francia (en francés, dauphine de France) como la esposa y, por tanto, futura reina consorte del delfín de Francia, el heredero del trono francés, siendo la primera Juana de Borbón (1350-1378), esposa de Carlos V de Francia, a la vez primer delfín de Francia. Esta posición era análoga a la de la actual princesa de Gales (Reino Unido) o a la princesa de Asturias (España). En los anexos siguientes se podrán conocer los nombres de los delfines y delfinas francesas.

## Cine y televisión

### Serie de televisión
| Año        | Serie de televisión | Actor        |
| ---------- | ------------------- | ------------ |
| 2015, 2016 | The Musketeers      | Robby Fisher |